# Анохин, Алексей Алексеевич
Алексей Алексеевич Анохин (род. 6 октября 1960, Чухлома, РСФСР, СССР) — российский политик. Председатель Костромской областной думы с 7 октября 2015 года.

## Биография
Родился 6 октября 1960 года в г. Чухлома Костромской области. После окончания школы в 1978—1980 гг проходил срочную службу в Советской армии.

### Образование
В 1986 году окончил Костромской педагогический институт им. Н. А. Некрасова по специальности «учитель истории и обществоведения, методист по воспитательной работе». В дальнейшем получил второе высшее образование, окончив в 2001 году Волго-Вятскую академию государственной службы (Нижний Новгород).

### Трудовая деятельность
После окончания института на комсомольской работе в городе Галиче. С ноября 1986 года он становится заведующим отделом комсомольской организации Галичского горкома ВЛКСМ, секретарем Галичского горкома ВЛКСМ, заведующим отделом учащейся молодежи и пионеров. В августе 1989 года переходит в Галичский горком КПСС, сначала в качестве лектора идеологического отдела горкома, а с мая 1990 года становится заведующим идеологического отдела горкома. Однако, в ноябре 1991 года КПСС была распущена и молодой партийный идеолог остается без работы.
С февраля 1992 года Анохин начинает работать в администрации города Галича в качестве заведующего отдела, начальника отдела по делам молодежи, физической культуре и спорту.
В ноябре 1998 года его забирают на повышение в областное правительство, где он становится председателем комитета по делам молодежи администрации Костромской области (сменил Сергея Ситникова, тоже бывшего комсомольского деятеля, назначенного главой ГТРК «Кострома»). В феврале 2004 года он становится начальником департамента социальной защиты населения администрации Костромской области. А через два с половиной года в октябре 2006 года — директором департамента образования и науки Костромской области.
С июля 2009 года Анохин — заместитель губернатора Костромской области, а в апреле 2012 года, с назначением губернатором Сергея Ситникова он становится его первым заместителем.
После ухода с поста в июне 2014 года возглавил Костромское областное отделение «Единой России» (формально местом работы являлось правление Костромского областного благотворительного фонда «Единение»).
В сентябре 2015 года избран депутатом Костромской областной думы 6-го созыва, где стал председателем Костромской областной думы.